# The Light in the Piazza
The Light in the Piazza è un musical del 2005 con musiche e versi di Adam Guettel e libretto di Craig Lucas. Il musical è tratto da La luce nella piazza (The Light in the Piazza) di Elizabeth Spencer, già adattato per il grande schermo nel 1962 da Guy Green in Luce nella piazza. The Light in the Piazza racconta della vacanza in Italia di Margaret Johnson, ricca signora americana, e della figlia Clara, il cui sviluppo mentale è stato bruscamente interrotto a dodici anni in seguito ad un incidente; quando Clara si innamora di un ragazzo italiano, Margaret è costretta a riconsiderare non solo il futuro di Clara, ma anche le proprie speranze e i propri desideri.
The Light in the Piazza è andato in scena al Vivian Beaumont Theater di Broadway dal 17 marzo 2005 al 2 luglio 2006, per un totale di 504 repliche e 36 anteprime. Il cast originale comprendeva: Victoria Clark (Margaret), Kelli O'Hara (Clara), Matthew Morrison (Fabrizio), Mark Harelik (Signor Naccarelli), Patti Cohenour (Signora Naccarelli) e Sarah Uriarte Berry (Franca).

## Trama

### Primo Atto
In una giornata d'estate nel 1953, Margaret e la figlia Clara visitano Firenze, soffermandosi sulle numerose bellezze della città ("Statues and Stories"). Un'improvvisa folata di vento strappa a Clara il cappello, che viene recuperato prontamente da Fabrizio Naccarelli, un ragazzo del posto: tra i due giovani scatta il colpo di fulmine. Margaret prova a interrompere la cosa sul nascere e porta via la ragazza, non prima che si sia accordata per incontrare Fabrizio; all'interno della Galleria degli Uffizi, Clara riflette sulla propria vita ("The Beauty Is"). Le riflessioni di Clara sono interrotte dall'arrivo di Fabrizio, ma Margaret riesce ancora una volta a separare gli innamorati.
Rimasto solo, Fabrizio canta del proprio amore (“Il mondo era vuoto”) e si reca dal padre, proprietario di un negozio di abbigliamento maschile, per farsi consigliare su come comportarsi e vestirsi per fare colpo su Clara, mentre il fratello Giuseppe gli insegna a ballare (“American Dancing”).
Mentre Clara e Margaret visitano il duomo, Fabrizio e il padre le raggiungono e le invitano a fare una passeggiata con loro (“Passeggiata”). Il giorno dopo Margaret e Clara sono ospiti dei Naccarelli per il tè; Franca, la cognata di Fabrizio, prende da parte Clara e la mette in guardia dai pericoli dell'amore ("The Joy You Feel"). I Naccarelli sono affascinati dalla ragazza e Margaret decide di confidare loro un terribile segreto riguardante Clara, ma quando vede quanto i due sono innamorati proprio non se la sente.
Quella sera, in albergo, Margaret telefona al marito Roy e gli ventila la possibilità che Clara possa aver trovato qualcuno; Roy, però, richiama Margaret alla calma e le ordina bruscamente di interrompere qualsiasi cosa stia succedendo, per poi riattaccare. Margaret è desolata e si interroga su come il suo matrimonio possa essere diventato così freddo e triste (“Diving Day”); poi va a controllare la camera della figlia, ma non la trova.
Clara infatti si è accordata con Fabrizio per incontrarsi a mezzanotte e si è allontana dall'albergo in cerca del ragazzo; tuttavia, non trovando la strada, Clara è colta da un attacco di panico (“Histerya”). Margaret la ritrova velocemente, la riporta all'hotel e la mette a letto; quindi, racconta qual è il problema della ragazza: quando Clara aveva dodici anni era stata colpita da un calcio di un pony fatto venire apposta per il suo compleanno e la ferita le ha provocato un danno irreparabile al cervello, lasciandole l'emotività e l'equilibrio.
Mentre Margaret si reca al bar dell'hotel, Fabrizio entra in camera e chiede a Clara di sposarlo (“Say It Somehow”); mentre i due si baciano e si stanno spogliando Margaret irrompe nella stanza.

### Secondo Atto
Margaret ha trascinato Clara con sé a Roma per farle dimenticare Fabrizio, che rimasto a Firenze si dispera (“Aiutami”); anche Clara è sconvolta e si rifiuta di seguire oltre la madre, dichiarando che l'amore per Fabrizio le ha cambiato radicalmente la vita (“The Light in the Piazza”). Commossa, Margaret decide di tornare a Firenze.
Mentre si organizza il matrimonio, Clara viene introdotta ai principi del cattolicesimo; Franca, per far ingelosire il fedifrago Giuseppe, flirta con Fabrizio, scatenando l'ira di Clara. Franca è colpita dalla reazione della giovane e si rende conto che quello è il comportamento che ogni innamorato dovrebbe avere, volere combattere per l'altro (“Octet”).
Durante le prove della cerimonia alla vigilia delle nozze, il Signor Naccarelli vede qualcosa sul modulo di Clara che lo fa infuriare e portare via su due piedi tutta la famiglia; Clara è sconvolta e Margaret cerca di consolarla dicendole che non c'è nulla di sbagliato in lei. Rimasta sola, Margaret riflette sulla figlia e sulla sua paura di vederla sola e infelice e prende la decisione di convincere Naccarelli ad acconsentire alle nozze, costi quel che costi (“The Beauty Is [Reprise]”).
Recatasi al negozio del padre di Fabrizio, Margaret scopre cosa ha fatto infuriare Naccarelli: Clara è di sei anni più vecchia del ventenne Fabrizio, una distanza d'età inconcepibile per l'uomo. Margaret è sollevata nello scoprire che non è stato il vero segreto ad essere svelato e cerca di convincere il signor Naccarelli a rivedere le sue posizioni, portandolo a fare una passeggiata (“Let's Walk”). Alla fine l'uomo accetta.
La mattina delle nozze, dopo aver aiutato Clara a vestirsi, Margaret telefona al marito per informarlo delle nozze della figlia: Roy si infuria, ma Margaret ribadisce con forza affermando che Clara non può essere condannata a un futuro di tristezza e solitudine solo perché non è normale. La ragazza però assiste alla conversazione e, sconvolta dalla notizia, fugge per Firenze in cerca di Fabrizio per annullare le nozze. Ma a Fabrizio non interessa della presunta anormalità di Clara e decide di sposarla comunque ("Love to Me").
Mentre la folla entra in chiesa per la cerimonia, Margaret resta sul sagrato della chiesa a riflettere sulla propria vita, dando libero sfogo ad anni di sentimenti repressi, e arriva alla conclusione che solo l'amore può rendere la vita migliore e che vale la pena combattere per esso (“Fable”). Quindi, entra in chiesa.

## Brani musicali
Primo Atto
- Overture
- Statues and Stories – Margaret Johnson e Clara Johnson
- The Beauty Is – Clara
- Il Mondo Era Vuoto – Fabrizio Naccarelli
- American Dancing
- Passeggiata – Fabrizio e Clara
- The Joy You Feel – Franca Naccarelli
- Dividing Day – Margaret
- Hysteria – Clara e Margaret
- Say It Somehow – Clara e Fabrizio

Secondo Atto
- Entr'acte
- Aiutami – Famiglia Naccarelli
- The Light in the Piazza – Clara
- Octet / Clara's Tirade – Tutti
- The Beauty Is (Reprise) – Margaret
- Let's Walk – Signor Naccarelli e Margaret
- Love to Me – Fabrizio
- Fable – Margaret

## Produzioni
Le prime rappresentazioni del musical andarono in scena quando era ancora un lavoro in corso all'Intimate Playhouse di Seattle nel giugno 2003; il librettista Lucas curava la regia e il cast comprendeva Victoria Clark (Margaret), Celia Keenan-Bolger (Clara), Steven Pasquale (Fabrizio), Mark Harelik (Signor Naccarelli), Patti Cohenour (Signora Naccarelli), Kelli O'Hara (Franca) e Glenn Seven Allen (Giuseppe). All'inizio del 2004 il musical fu presentato in una versione revisionata ed ampliata al Goodman Theatre, con lo stesso cast se non per Wayne Wilcox che sostituiva Pasquale nel ruolo del protagonista maschile; Bartlett Sher sostituì Lucas alla regia e proseguì con il progetto fino alla sua incarnazione newyorchese.
The Light in the Piazza debuttò a Broadway il 18 aprile 2005 dopo trentasei anteprime e rimase in cartellone per 504 repliche fino al 2 luglio 2006. Bartlett Sher curava la regia, Kelli O'Hara fu promossa dal ruolo di Franca a quello di Clara, rimpiazzando Keenan-Bolger, mentre Sarah Uriarte Berry assunse il ruolo di Franca; oltre ad interpretare la signora Naccarelli, Patti Cohenour ricopriva la parte della protagonista Margaret per due delle otte repliche settimanali. Michele Barresse interpretava Giuseppe; Steven Pasquale avrebbe dovuto interpretare nuovamente Fabrizio, ma dovette rinunciare al musical per recitare in Rescue Me in televisione e fu sostituito con Matthew Morrison. Nel corso delle repliche avvennero alcune sostituzioni nel cast: Aaron Lazar rimpiazzò Morrison, Katie Rose Clarke divenne la nuova Clara e assunse il ruolo del Signor Naccarelli.
Dopo il termine delle repliche a Broadway una tournée statunitense attraversò il paese per un anno con Christine Andreas nel ruolo di Margaret, mentre altre produzioni andarono in scena in Giappone (2007), Australia (2008) e Canada (2010). La prima europea del musical avvenne al Curve Theatre di Leicester nel maggio 2009, per la regia di Paul Kerryson e Caroline Sheen nella parte di Clara, Matt Rawle in quella di Fabrizio e Graham Bickley nei panni del Signor Naccarelli. Il 4 aprile 2016 il cast originale di Broadway si riunì per un concerto di beneficenza al Lincoln Center, il teatro in cui il musical era debuttato a New York.
Venti repliche del musical vanno in scena alla Royal Festival Hall di Londra nel giugno 2019, con la regia di Daniel Evans, l'orchestra di quaranta elementi dell'Opera North e Renée Fleming nel ruolo di Margaret e Dove Cameron in quello di Clara. Il resto del cast comprende Rob Houchen nella parte di Fabrizio, Liam Tamne in quella di Giuseppe, Celinde Schoenmaker nel ruolo di Franca, Alex Jennings in quello nel signor Naccarelli, mentre Marie McLaughlin veste i panni della signora Naccarelli e Malcolm Sinclair in quelli del signora Johnson.
La produzione diretta da Evans è andata in scena anche alla Los Angeles Opera nell'autunno dello stesso anno, con Fleming, Cameron, Houchen, Tamne, Schoenmaker e McLaughlin nei ruoli già ricoperti a Londra e Brian Stokes Mitchell nella parte del signor Naccarelli. Nel dicembre 2019 la produzione è stata portata in scena anche all'Opera di Chicago, sempre con la regia di Evans e Fleming, Houchen, Schoenmaker e McLaughlin nei rispettivi ruoli. Dopo la pausa di Los Angeles, Alex Jennings è tornato a tornare il signor Naccarelli, mentre nuovi membri del cast comprendono Solea Pfeiffer (Clara) ed Eric Sciotto (Giuseppe).

## Premi e riconoscimenti
| Anno | Premio           | Categoria                                      | Candidato                     | Risultato       |
| ---- | ---------------- | ---------------------------------------------- | ----------------------------- | --------------- |
| 2005 | Tony Award       | Miglior musical                                | Miglior musical               | Candidato/a     |
| 2005 | Tony Award       | Miglior libretto                               | Craig Lucas                   | Candidato/a     |
| 2005 | Tony Award       | Migliore colonna sonora originale              | Adam Guettel                  | Vincitore/trice |
| 2005 | Tony Award       | Miglior attrice protagonista in un musical     | Victoria Clark                | Vincitore/trice |
| 2005 | Tony Award       | Miglior attore non protagonista in un musical  | Matthew Morrison              | Candidato/a     |
| 2005 | Tony Award       | Miglior attrice non protagonista in un musical | Kelli O'Hara                  | Candidato/a     |
| 2005 | Tony Award       | Regia di un musical                            | Bartlett Sher                 | Candidato/a     |
| 2005 | Tony Award       | Migliori orchestrazioni                        | Adam Guettel and Ted Sperling | Vincitore/trice |
| 2005 | Tony Award       | Miglior scenografia                            | Michael Yeargan               | Vincitore/trice |
| 2005 | Tony Award       | Migliori costumi                               | Catherine Zuber               | Vincitore/trice |
| 2005 | Tony Award       | MigliorLighting Design                         | Christopher Akerlind          | Vincitore/trice |
| 2005 | Drama Desk Award | Outstanding Musical                            | Outstanding Musical           | Candidato/a     |
| 2005 | Drama Desk Award | Outstanding Actor in a Musical                 | Matthew Morrison              | Candidato/a     |
| 2005 | Drama Desk Award | Outstanding Actress in a Musical               | Victoria Clark                | Vincitore/trice |
| 2005 | Drama Desk Award | Outstanding Featured Actress in a Musical      | Sarah Uriarte Berry           | Candidato/a     |
| 2005 | Drama Desk Award | Outstanding Director of a Musical              | Bartlett Sher                 | Candidato/a     |
| 2005 | Drama Desk Award | Outstanding Orchestrations                     | Ted Sperling and Adam Guettel | Vincitore/trice |
| 2005 | Drama Desk Award | Outstanding Music                              | Adam Guettel                  | Vincitore/trice |
| 2005 | Drama Desk Award | Outstanding Set Design                         | Michael Yeargan               | Vincitore/trice |
| 2005 | Drama Desk Award | Outstanding Costume Design                     | Catherine Zuber               | Candidato/a     |
| 2005 | Drama Desk Award | Outstanding Lighting Design                    | Christopher Akerlind          | Vincitore/trice |
| 2005 | Drama Desk Award | Outstanding Sound Design                       | Acme Sound Partners           | Candidato/a     |